# 塘坝乡 (犍为县)
塘坝乡，是中华人民共和国四川省乐山市犍为县曾经下辖的一个乡。2019年12月，撤销塘坝乡，将原塘坝乡塘坝口街社区、跃进村、向坪村、镇江村、红光村、爱国村、尖山村所属行政区域划归玉津镇管辖，原塘坝乡牛心村、白家村、高家村、新房村、塘房村划归石溪镇管辖。

## 行政区划
塘坝乡撤销前下辖以下地区：
塘坝口街社区、塘房村、牛心村、高家村、新房村、尖山村、镇江村、跃进村、向坪村、白家村、爱国村和红光村。